# 大安工研食品
大安工研食品工廠股份有限公司，簡稱大安工研食品、大安工研、工研或工研醋，是臺灣一家生產白酢、烏酢、味噌、速食咖哩等產品的企業。

## 簡史

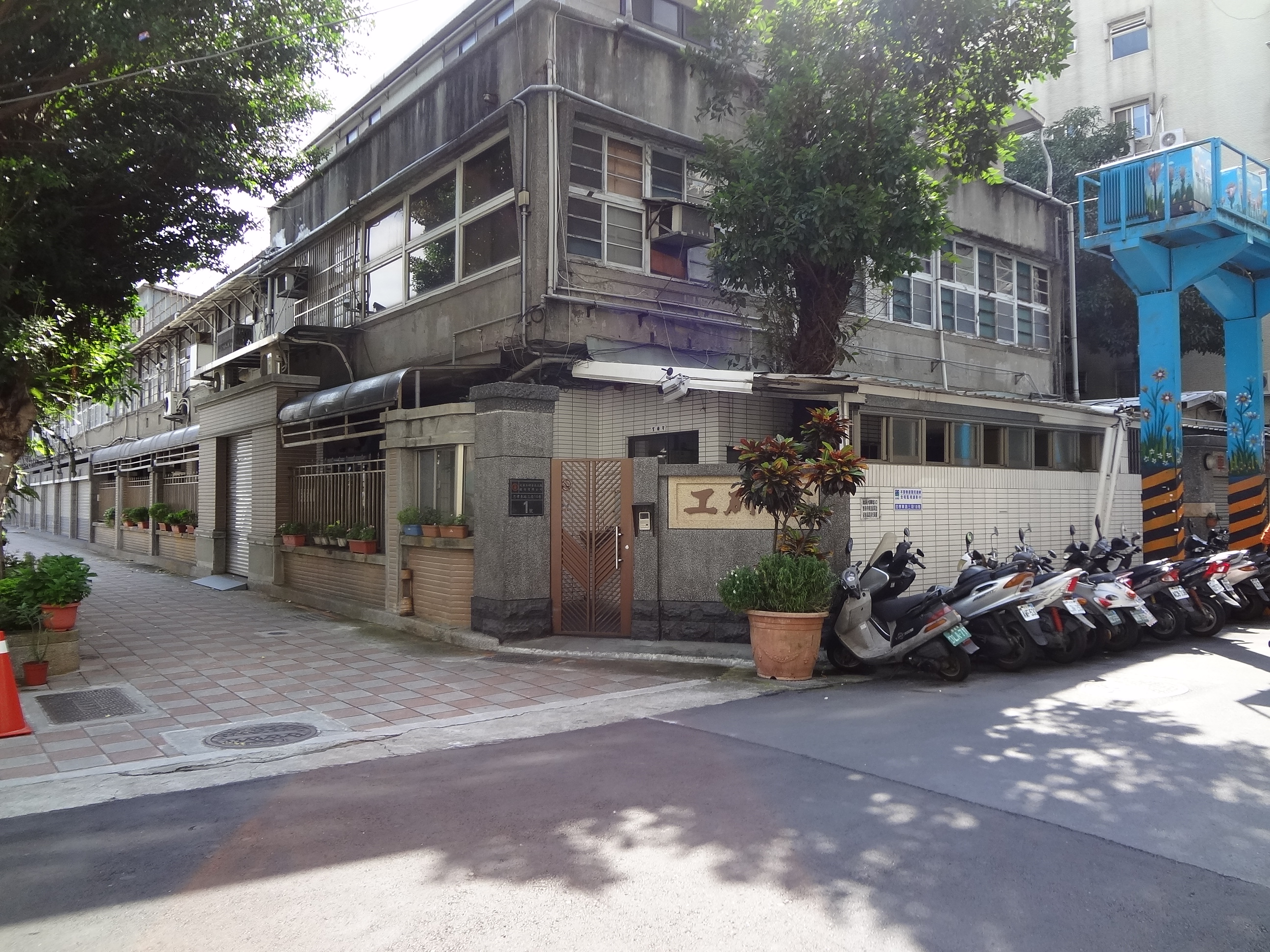
大安工研食品總部，大門右側鑲嵌「工研醋」石碑

1940年前後，中澤亮治、勝田常芳、武田義人等任職於臺灣總督府工業研究所的技術人員，自專賣局工廠的製程中，研發出以米酒酒粕製造醋的技術。1941年，臺北「西村商會」專務猪坂利夫與西川氏等取得該製造知識，設廠生產「工研酢」。
1946年，西村商會經營者返回日本後，竹南「萬得商店」負責人許萬得購得工研酢之製造工廠，並更名為「大安工研食品工廠」（當時廠址大安十二甲二百番地，後為臺北市忠孝東路三段10巷1號），同時申請註冊「工研酢」商標；其他主要共同創辦人分別為許謹得（許萬得之長子，曾任職於西村商會）、許侯才（許萬得之三子，曾向勝田常芳學習釀造技術）。
1959年11月11日，大安工研首次將產品銷售至臺澎金馬以外地區，將味噌產品銷售至日本沖繩縣。
1963年，大安工研與日本愛思必食品（S&B食品）進行合作，並開發出速食咖哩產品。1966年，大安工研獨家取得愛思必食品（在臺澎金馬地區的）代理經銷權，並開始自日本進口相關商品。1968年，大安工研在マルカン酢株式会社（神戶丸漢食用酢，Marukan Vinegar of Kobe, Japan）的指導下，建造食用酢通氣發酵設備。
1971年，公司更名為「大安工研食品股份有限公司」。1972年，大安工研與金印株式会社合作，開發出山粉及山葵醬。 1973年，公司再度更名為「大安工研食品工廠股份有限公司」。
1978年，大安工研在屏東購得工廠，同時開始銷售醃漬食品至日本。1979年，大安工研取得愛思必食品授權，生產速食咖哩。1981年，大安工研在臺北縣淡水興建工廠。
1990年底，大安工研申請食品GMP（「食品良好作業規範」）標章審核通過。1996年6月，淡水廠取得CAS（台灣優良農產品）標章認證。1997年，與工業技術研究院化工所技術合作量產冬蟲夏草商品。1998年5月，在桃園幼獅工業區購得12,339平方公尺土地，作建廠預定地；同年底，位在內湖輕工業區的總部大樓開工動土。2003年，取得ISO認證。2005年，味噌產品原料全面改為基因改造黃豆；年底，新商標設計完成。2006年，企業刊物《愛蓮報》首次出刊，「愛蓮」二字源自許萬得之先祖秀才許宗濂設立之書院「愛蓮書院」。2007年底，公司現金增資新臺幣2,500萬元核准登記，資本額提高至新臺幣3億5百萬元。2009年，工研酢產品取得清真認證，「益壽多文化館」揭幕啟用。2010年，舉辦創業七十週年慶祝活動，同時通過經濟部觀光工廠評鑑。

## 爭議事件
- 2015年9月10日，「工研烏酢」等11項產品因代工廠涉及將不良品回收製成新品之醜聞，遭食品藥物管理署要求下架。[5][6][7]

## 外部連結
- 官方网站